# Polyzyklische Gruppe
Polyzyklische Gruppen sind spezielle im mathematischen Teilgebiet der Gruppentheorie betrachtete Gruppen. Sie setzen sich aus zyklischen Gruppen zusammen.

## Definition
Eine Gruppe {\displaystyle G} heißt polyzyklisch, falls es eine endliche Kette
{\displaystyle \{1\}=G_{0}\vartriangleleft G_{1}\vartriangleleft \ldots \vartriangleleft G_{n}=G}
gibt, so dass jede Faktorgruppe {\displaystyle G_{i+1}/G_{i}} zyklisch ist. Das Symbol {\displaystyle \vartriangleleft } steht dabei, wie üblich, für "ist Normalteiler in".

## Beispiele
- Jede zyklische Gruppe ist polyzyklisch.
- Jede endliche, auflösbare Gruppe ist polyzyklisch, denn eine Auflösung kann zu einer solchen mit einfachen Faktoren verfeinert werden, und einfache abelsche Gruppen sind zyklisch.
- Jede überauflösbare Gruppe ist polyzyklisch, insbesondere sind endlich erzeugte nilpotente Gruppen polyzyklisch.
- Die unendliche Diedergruppe ist polyzyklisch, aber nicht nilpotent.[3]

## Eigenschaften
- Untergruppen, homomorphe Bilder und Erweiterungen polyzyklischer Gruppen sind wieder polyzyklisch.
- Polyzyklische Gruppen erfüllen die Maximalbedingung für Untergruppen, das heißt jede nicht-leere Menge von Untergruppen besitzt ein maximales Element.

Beweis: Für zyklische Gruppen ist das klar und die  Maximalbedingung setzt sich auf Erweiterungen fort.
- Jede Untergruppe einer polyzyklischen Gruppe ist endlich erzeugt, denn das ist äquivalent zur Maximalbedingung.[4]
- Jede polyzyklische Gruppe ist residuell endlich, das heißt zu jedem von 1 verschiedenen Element gibt es einen Normalteiler mit endlichem Index, der das Element nicht enthält.[5]
- Die Frattinigruppe einer polyzyklischen Gruppe ist nilpotent.
- Ist G eine Gruppe, die eine polyzyklische Untergruppe mit endlichem Index enthält, so ist der Gruppenring {\displaystyle K[G]} bzgl. eines Körpers K noethersch.[6]

## Äquivalente Charakterisierungen
- Eine Gruppe ist genau dann polyzyklisch, wenn sie auflösbar ist und der Maximalbedingung genügt.[7]
- Eine Gruppe G ist genau dann polyzyklisch, wenn es eine Reihe {\displaystyle \{1\}=G_{0}\vartriangleleft G_{1}\vartriangleleft \ldots \vartriangleleft G_{n}=G} aus Normalteilern {\displaystyle G_{i}\vartriangleleft G} gibt, so dass alle Faktoren {\displaystyle G_{i+1}/G_{i}} entweder eine endlich erzeugte freie abelsche Gruppe oder eine endliche elementar abelsche Gruppe ist.[8]
- Die polyzyklischen Gruppen sind bis auf Isomorphie genau die auflösbaren Untergruppen der {\displaystyle \mathrm {GL} _{n}(\mathbb {Z} )}, der ganzzahligen allgemeinen linearen Gruppe.[9]

Dass auflösbare Untergruppen der {\displaystyle \mathrm {GL} _{n}(\mathbb {Z} )} polyzyklisch sind, wurde bereits 1951 von Anatoli Malzew bewiesen. Der Beweis der von Philip Hall vermuteten Umkehrung gelang 1967 Louis Auslander, der Beweis konnte von Richard Swan erheblich vereinfacht werden.

## Hirsch-Länge
Die zyklische Reihe {\displaystyle \{1\}=G_{0}\vartriangleleft G_{1}\vartriangleleft \ldots \vartriangleleft G_{n}=G} in der Definition der polyzyklischen Gruppe ist nicht eindeutig festgelegt, wie schon das einfache Beispiel {\displaystyle \mathbb {Z} _{6}\cong \mathbb {Z} _{3}\oplus \mathbb {Z} _{2}} zeigt. Aber die Anzahl der zu {\displaystyle \mathbb {Z} } isomorphen Faktoren hängt nicht von der zyklischen Reihe ab. Diese Anzahl heißt die Hirsch-Länge der polyzyklischen Gruppe, benannt nach K. A. Hirsch.